# Бюст академика Н. Н. Боголюбова (Нижний Новгород)
Бюст академика Н. Н. Боголюбова располагается в Нижнем Новгороде, на ул. Большой Покровской, в сквере у дома № 37. Площадка перед зданием вымощена плитами, в её центре — двухступенчатая стилобатная часть из красных полированных гранитных блоков, на ней возвышается постамент с бюстом математика, физика-теоретика, академика АН СССР, дважды Героя Социалистического Труда Н. Н. Боголюбова (1909—1992).

## Авторы проекта
- Скульптор В. В. Глебов
- Архитекторы: В. Н. Фурсов и Г. П. Малков.
- Строитель: завод художественного литья «Монументскульптура», Ленинград.

## История создания
Николай Николаевич Боголюбов родился 21 августа 1909 года в Нижнем Новгороде. Здесь прошло детство выдающегося учёного. В 1982 году администрация города приняла решение об установке перед зданием физического факультета университета им. Лобачевского бюста Боголюбова.

## Описание памятника
На восьмигранном постаменте из красного гранита установлен бронзовый бюст Н. Н. Боголюбова. В постамент вмонтирована бронзовая плита, на ней отлиты два ордена Ленина, две Золотые медали «Серп и Молот» и текст: «Герой Социалистического труда академик Боголюбов Николай Николаевич».

## Открытие памятника
Открытие памятника состоялось 18 августа 1983 года. В торжественном мероприятии приняли участие преподаватели и студенты ГГУ (ныне ННГУ) имени Лобачевского.